# Golden Blog Awards
Les Golden Blog Awards ou GBA sont un événement culturel récompensant chaque année les meilleurs blogueurs en leur décernant des trophées dans leurs catégories respectives.
L'événement a été créé en 2010  à l'initiative de l'agence digitale Les Comptoirs avec le soutien de la Mairie de Paris, afin de valoriser et mettre en avant les blogueurs qui sont devenus au fil des années des acteurs incontournables du paysage numérique. À l’instar des Victoires de la musique ou des César du Cinéma, les Golden Blog Awards ont été conçus dans le but de mettre en avant les créateurs numériques et l'univers des blogueurs.

## Cérémonie
Les Golden Blog Awards ont lieu chaque année dans les salons de l'hôtel de ville de Paris entre septembre et novembre. La cérémonie est présentée par Noël Cambessédès et Alex Nassar en 2010, 2011 et 2012 puis par Noël Cambessedes et Salomé Lagresle en 2013 et 2014 et réunit chaque année 3 000 blogueurs  dans les salons de l’Hôtel de Ville. Vingt catégories (hi-tech, lifestyle, mode, économie-marketing, beauté, sciences, etc.) et 3 prix spéciaux (meilleur blog, meilleur espoir et GBA d'Honneur) y sont représentés, environ 15 000 blogs participent à l’événement chaque année. 

### Concerts
Chaque année les Golden Blog Awards sont animés par des groupes de musique qui se produisent dans les salons de l'hôtel de ville au cours de la soirée. Loretta, Twin Twin, SALM, Sylvie Delgado et La Boétie étaient les invités des quatre première éditions. En 2014 le groupe Alpes a ouvert la cérémonie, suivi des Midnight Locomotive, et le DJ Vakarm a clos la soirée.

## Fonctionnement
Le classement des Golden Blog Awards est le résultat de deux votes cumulés. Dans un premier temps, les internautes votent parmi les blogs inscrits sur le site officiel, sur les applications mobiles ou sur la page Facebook.  Il faut au minimum 8 jours pour que les blogueurs inscrivent leur blog depuis le site des GBA. Ensuite, c'est la période des votes ouverts à tous sur le site web (15 jours environ). Vient enfin le vote du jury des GBA.  Les 10 blogs par catégorie ayant reçu le plus grand nombre de votes de la part du public sont ensuite soumis au vote du jury composé de journalistes, d'experts et de blogueurs.
Les Golden Blog Awards représentent un tremplin de leurs nommés. Des livres sont édités chaque année à partir des blogs ayant reçu des prix. C'est le cas notamment des Mamans testent, 1er prix dans la catégorie lifestyle en 2011, qui a été édité en livre en 2012 et pour lequel un deuxième tome a été publié en 2013. Caroline Guillot, auteure du blog Trash Cancan, 1er prix de la catégorie culture généraliste en 2011, a également publié un livre en 2013. Les blogs sont également relayés dans les médias qui mettent en avant les blogs nommés,,.

## Catégories
Musique, sport, bande-dessinée, actu-web, beauté, high-tech, gastronomie, lifestyle, culture généraliste, Paris, culture graphique, économie-marketing, écologie-environnement, voyages/tourisme, jeux vidéo, sciences, mode, auto-moto, vidéo podcast, meilleur espoir et meilleur blog.

## Palmarès

### 2017
La 7ème édition était annoncée pour le Printemps 2017 (au lieu de l'automne de l'année précédente habituellement) mais n'aura finalement pas lieu.

### 2015[17],[18]
- Meilleur blog : Le Passeur de Sciences
- Meilleur espoir : Alchimy
- Lifetime achievement : Topito
- Gastronomie : Julie Myrtille[19],[20],[21]
- Economie marketing : Joe la Pompe
- Paris : Un petit pois sur Dix
- Actu web : Le petit Shaman
- Architecture décoration : Frenchy Fancy
- Art et culture : Untitled Magazine
- Auto Moto : Les Enjoliveuses
- BD humour : Cat's Ass
- Beauté : Odieusement Belles
- Cinéma : Hollywood Rapporteur
- Ecologie : Geek et Bio
- High tech : Moovely
- Image design : One Pattern Project Per Week
- Jeux : Margxt
- Lifestyle :  35 ans Celibattante
- Mode : Hella Fresh
- Musique : Le Limonadier
- Sciences : Le Passeur de Sciences
- Sport : Litobox
- Voyage : Votre Tour du Monde

### 2014
- Meilleur blog : Le Sociologue
- Meilleur espoir : Bescherelle ta mère
- Meilleur blog Happy : Idécologie
- Actualité Web :  TWOG
- Auto-Moto : Le Boîtier Rouge
- Arts et Culture : Le Sociologue
- Bande-Dessinée : Les Petits Mensonges de Mr Q
- Beauté : GoldenWendy Beauty
- Cinéma : Le Cinéphile Anonyme et The Bloggers Cinema Club[22]
- Écologie et Environnement : Énergie et Développement Durable
- Économie Marketing : LLLLITL
- Gastronomie : En Rang D'Oignons
- Hi-Tech : PIX GEEKS
- Images et Design : One Shot For The Road
- Jeux : Rom Game
- Lifestyle : Gentleman Moderne[23]
- Mode : La Coquette Italienne
- Musique : DavyCroket
- Paris : So Many Paris[24]
- Sciences et Recherches : The Globserver[25]
- Sport : Football France
- Vidéo blog Podcast : Agence Tous Geeks
- Voyages et tourisme : Novo-Monde

### 2013
- Meilleur blog : All in electro
- Meilleur espoir : En voiture Simone
- Actualité Web : Focusur
- Auto-Moto : AUTOcult.fr
- Bande-Dessinée : Sophie Lambda
- Beauté : Drôle de Mouchtique
- Cinéma : Le Passeur Critique
- Culture Généraliste : Babor Lelefan
- Culture Graphique : Réécrire
- Écologie et Environnement : COSI le blog
- Économie Marketing : Webmarketing & Co'm
- Gastronomie : Le Manger [26],[27],[28]
- Hi-Tech : Tech Connect
- Jeux : La Caz'Retro
- Lifestyle : La Pause
- Mode : Karole Josefa Bonnet
- Musique : All in electro
- Paris : Paris Maman et moi
- Sciences et Recherches : La Science Infuse
- Sport : Le talkfoot
- Vidéo blog Podcast : Comixity
- Voyages et tourisme : Bons Plans Voyages New-York

### 2012
- Actualité Web : Coreight.com
- Auto-Moto : The Blenheim Gang
- Bande-Dessinée : Macadam Valley
- Beauté : Tête de Thon
- Cinéma : Cinématraque
- Culture Généraliste : L'hippopotable
- Écologie et Environnement : Eco-créateurs
- Économie Marketing : My community manager
- Gastronomie : La Super Supérette
- Hi-Tech : Le geek pauvre
- Jeux : Pocket Collection
- Lifestyle : Chroniques d'un jeune célibataire
- Mode : Helloitsvalentine
- Musique : Phonographe Corp
- Paris : Resto-de-Paris
- Sciences et Recherches : Podcast Sciences - La science sans prise de tête [29]
- Sport : Boucherie Ovalie
- Vidéo blog : #Freshnews
- Voyages et tourisme : Carnet d'escapades...

### 2011
- Actualité Web : pix-geeks.com
- Auto-Moto : actualite-voitures.fr
- Bande-Dessinée : Carnet ordinaire
- Beauté : Moncotefille.net
- Cinéma : John Plissken of Mars
- Culture Généraliste : Trash Cancan
- Culture Graphique : ecribouille.net
- Écologie et Environnement : Attention à la terre
- Économie Marketing : Advertising Times
- Gastronomie : J'veux être bonne [30]
- Hi-Tech : LOCITA
- Jeux : Gamerside.fr
- Lifestyle : Les mamans testent
- Mode : Eleonore Bridge
- Musique : We are the mascotte
- Paris : Paris Zig Zag
- Sport : Handnews
- Micro blogging : Tweets de comptoir
- Voyages et tourisme : Vizeo
- Humanitaire et associatif : Shooting the world

### 2010
- Prix spécial : Hossein Derakhshan
- Meilleur espoir : Romain World Tour
- Actualité Web : la Crémerie
- Auto-Moto : Mémoire des stands
- Bande-Dessinée : le Blog d’Hugo
- Beauté : Planete beauté
- Culture Généraliste : Shunrize
- Écologie et Environnement : Magceza.me
- Économie Marketing : le Blog du communicant 2.0
- Gastronomie : la cuisine de Bernard
- Hi-Tech : L'Apéro Du Captain
- Jeux : French Gamers
- Lifestyle : C’est la gêne
- Mode : le Blog Mode de Pauline
- Musique : Soul Kitchen
- Sport : Athleword
- Voyages et tourisme : Romain World Tour
- Street culture : SurLmag
- Humanitaire : Grotius

## Livres et ouvrages
- Guillot Caroline, Les favoris de Louis 14, Paris, Éditions du Chêne, "Trash Cancan" 2014
- Babor Lelefan et Max Vedel, Babor sur papié, Éditions Lapin, 2014
- Laurance Bernard, Les desserts de Bernard, Paris, Flammarion, "La cuisine de Bernard", 2014
- Perarneau Marie, De la grossesse à la naissance, Paris, Éditions du Chêne , "Les guides du chêne" 2014
- Michaud Christine, Petit Cahier d'exercices pour être sexy, zen et happy, Évreux, 2014
- Guillot Caroline, La véritable histoire des rois et des reines de France, Paris, Éditions du Chêne, "Trash Cancan" 2013
- Perarneau Marie, Les mamans testent, Paris, Éditions du Chêne, "Les guides du chêne" 2013
- Dessy Ben, Macadam Valley, Éditions Même Pas Mal, "Tenaille" 2013
- Massignan Serge, Comme un camion, Paris, Éditions du Chêne, "Les guides du chêne" 2013
- De Le Héronnière Lucie et Guéret Mélanie, Les recettes de la super supérette, Tana Éditions, 2013
- Aouak Ana, Je veux être bonne, Éditions Points, "Cuisine" 2012
- Campese Sandrine, Ortho Tweet, Les Éditions de l'opportun